# Elia Frosio
Elia Frosio (Sant'Omobono Terme, 22 januari 1919 - Parijs, 4 februari 2005) was een voormalig Italiaans baan- en wegwielrenner.
In de jaren 30 was Frosio actief als wegwielrenner. In 1939 won hij de tweede etappe in de Circuit des villes d'eaux d'Auvergne. Na de Tweede Wereldoorlog ging Frosio zich toeleggen op het stayeren. In deze discipline werd hij in 1946 en 1949 wereldkampioen. 

## Palmares

### Weg
1936
Parijs-Ézy
Parijs-Montrichard
1937
Parijs-Sens
1939
Quillan
2e etappe Circuit des villes d'eaux d'Auvergne

### Baan
1946
  Italiaans kampioenschap stayeren
 Wereldkampioenschap stayeren
1947
 Italiaans kampioenschap stayeren
1948
 Italiaans kampioenschap stayeren
 Wereldkampioenschap stayeren
 Europees kampioenschap stayeren
1949
 Italiaans kampioenschap stayeren
 Wereldkampioenschap stayeren
 Europees kampioenschap stayeren
1950
 Italiaans kampioenschap stayeren
 Europees kampioenschap stayeren
1951
 Italiaans kampioenschap stayeren
 Europees kampioenschap stayeren